# VIII legislatura de España
La viii legislatura de España (xcvii desde las Cortes de Cádiz) comenzó el 2 de abril de 2004 cuando, tras la celebración de las elecciones generales, se constituyeron las Cortes Generales, y terminó el 15 de enero de 2008, con la disolución de las mismas. Le precedió la vii legislatura y le sucedió la ix legislatura. 
El Partido Socialista Obrero Español obtuvo mayoría simple en el Congreso de los Diputados. José Luis Rodríguez Zapatero fue investido presidente del Gobierno y formó su primer Gobierno. El Gobierno se caracterizó por la creación de más incremento de los servicios sociales creando la Ley de Dependencia entre otras, cuyos objetivos se irían incrementando años a años con modificación de la política económica del gobierno saliente, además de más derechos como el matrimonio igualitario o una nueva regularización de emigrantes, el inicio de un denominado proceso de paz con ETA y la reforma de Estatutos de Autonomía. En el terreno internacional, se retiraron las tropas de Irak y se promovió la Alianza de Civilizaciones. 
El Partido Popular, por su parte, se quedó aislado en los acuerdos sobre la reforma de la justicia o en las conclusiones de la Comisión del 11-M. Incluso un socialista fue elegido presidente de la cámara del Senado, en donde el Partido Popular contaba con mayoría simple. El Gobierno sustituyó también todos los cargos públicos de designación directa procedentes de la etapa del PP en todos los medios e instituciones de titularidad pública. Se nombró a Cándido Conde-Pumpido como fiscal general del Estado.
En esta legislatura se sucedieron diversos sucesos polémicos que intensificaron el debate político y provocaron la ruptura del entendimiento entre los dos grandes partidos, quedándose el PP en muchas ocasiones aislado del resto de formaciones, por no cumplir lo pactado anteriormente en asuntos como el terrorismo de ETA. Las reformas de los estatutos de autonomía, el alejamiento del Gobierno y la Iglesia, el interés del capital extranjero por las empresas españolas y el enfrentamiento entre grupos mediáticos por la manipulación de El Mundo a cuenta de la investigación y juicio del 11-M, fueron algunos de los asuntos centrales de la legislatura.

## Inicio de la legislatura

### Elecciones generales
Las elecciones generales se celebraron el 14 de marzo de 2004, tres días después de los atentados del 11-M en Madrid. El Partido Socialista Obrero Español (PSOE) ganó las elecciones al obtener una mayoría simple de 164 escaños en el Congreso de los Diputados, 39 diputados más que en las anteriores elecciones. El Partido Popular (PP) obtuvo 148 escaños, 39 menos que en las anteriores. Los resultados de las elecciones dieron la vuelta a las encuestas que pronosticaban una victoria del PP.
En cuanto a los partidos minoritarios, Convergència i Unió (CiU) obtuvo 10 escaños, Esquerra Republicana de Catalunya (ERC) obtuvo 8 escaños, el Partido Nacionalista Vasco (PNV) obtuvo 7 escaños, Izquierda Unida (IU) obtuvo 5 escaños, Coalición Canaria (CC) obtuvo 3 escaños, el Bloque Nacionalista Galego (BNG) obtuvo 2 escaños, Chunta Aragonesista (CHA) obtuvo 1 escaño, Eusko Alkartasuna obtuvo 1 escaño y Nafarroa Bai (NaBai) obtuvo 1 escaño.

### Constitución de las Cortes Generales
Las Cortes Generales se constituyeron el 2 de abril de 2004 y se designó a los miembros de las Mesas de las cámaras. El socialista Manuel Marín fue elegido presidente del Congreso de los Diputados gracias a los votos del PSOE y del resto de partidos excepto el PP que votó en blanco. El socialista Javier Rojo fue elegido presidente del Senado.
| Cargo                  | Titular                                                              | Lista |
| Presidente             | Manuel Marín                                                         | PSOE  |
| Vicepresidenta primera | Carme Chacón (2004-2007) Carmen Calvo (2007-2008)                    | PSOE  |
| Vicepresidente segundo | Jordi Vilajoana                                                      | CiU   |
| Vicepresidente tercero | Gabriel Cisneros (2004-2007) José Joaquín Martínez Sieso (2007-2008) | PP    |
| Vicepresidente cuarto  | Ignacio Gil Lázaro                                                   | PP    |
| Secretaria primera     | María Jesús Sainz García                                             | PP    |
| Secretaria segunda     | Celia Villalobos                                                     | PP    |
| Secretario tercero     | Javier Barrero                                                       | PSOE  |
| Secretaria cuarta      | Isaura Navarro                                                       | IU    |

| Cargo                  | Titular                      | Lista |
| Presidente             | Javier Rojo                  | PSOE  |
| Vicepresidente primero | Isidre Molas                 | PSOE  |
| Vicepresidente segundo | Juan José Lucas              | PP    |
| Secretario primero     | Iñaki Anasagasti             | PNV   |
| Secretario segundo     | Jordi Casas                  | CiU   |
| Secretario tercero     | Damián Caneda Morales        | PP    |
| Secretario cuarto      | José Manuel Barquero Vázquez | PP    |

### Investidura
Los días 16 y 17 de abril de 2004 se celebró la sesión de investidura del candidato a presidente del Gobierno, José Luis Rodríguez Zapatero. En la votación de investidura, Zapatero consiguió 183 votos a favor, 149 en contra y 19 abstenciones. Al obtener mayoría absoluta en la primera votación se declaró otorgada la confianza del Congreso de los Diputados al candidato. Seis fuerzas parlamentarias dieron su apoyo al candidato socialista, el mayor registro hasta la fecha. También fue esta la única votación de investidura en la que solamente un partido, en este caso el PP, votó en contra del candidato electo.
| Candidato                    | Fecha                                                    | Voto |     |     |   |    |   |   |   |   |   |   |   | Total   |
| ---------------------------- | -------------------------------------------------------- | ---- | --- | --- | - | -- | - | - | - | - | - | - | - | ------- |
| José Luis Rodríguez Zapatero | 16 de abril de 2004 Mayoría absoluta requerida (176/350) | Sí   | 164 |     | 5 |    | 8 |   | 3 | 2 | 1 |   |   | 183/350 |
| José Luis Rodríguez Zapatero | 16 de abril de 2004 Mayoría absoluta requerida (176/350) | No   |     | 148 |   |    |   |   |   |   |   |   |   | 148/350 |
| José Luis Rodríguez Zapatero | 16 de abril de 2004 Mayoría absoluta requerida (176/350) | Abs. |     |     |   | 10 |   | 7 |   |   |   | 1 | 1 | 19/350  |

### Apertura de la Legislatura
El 22 de abril de 2004 tuvo lugar la Solemne Apertura de la VIII Legislatura. Fue presidida por el Rey, acompañado por la Reina, el Príncipe de Asturias, su prometida Letizia Ortiz, la infanta Elena, el Duque de Lugo, la infanta Cristina y el Duque de Palma de Mallorca.

### Gobierno

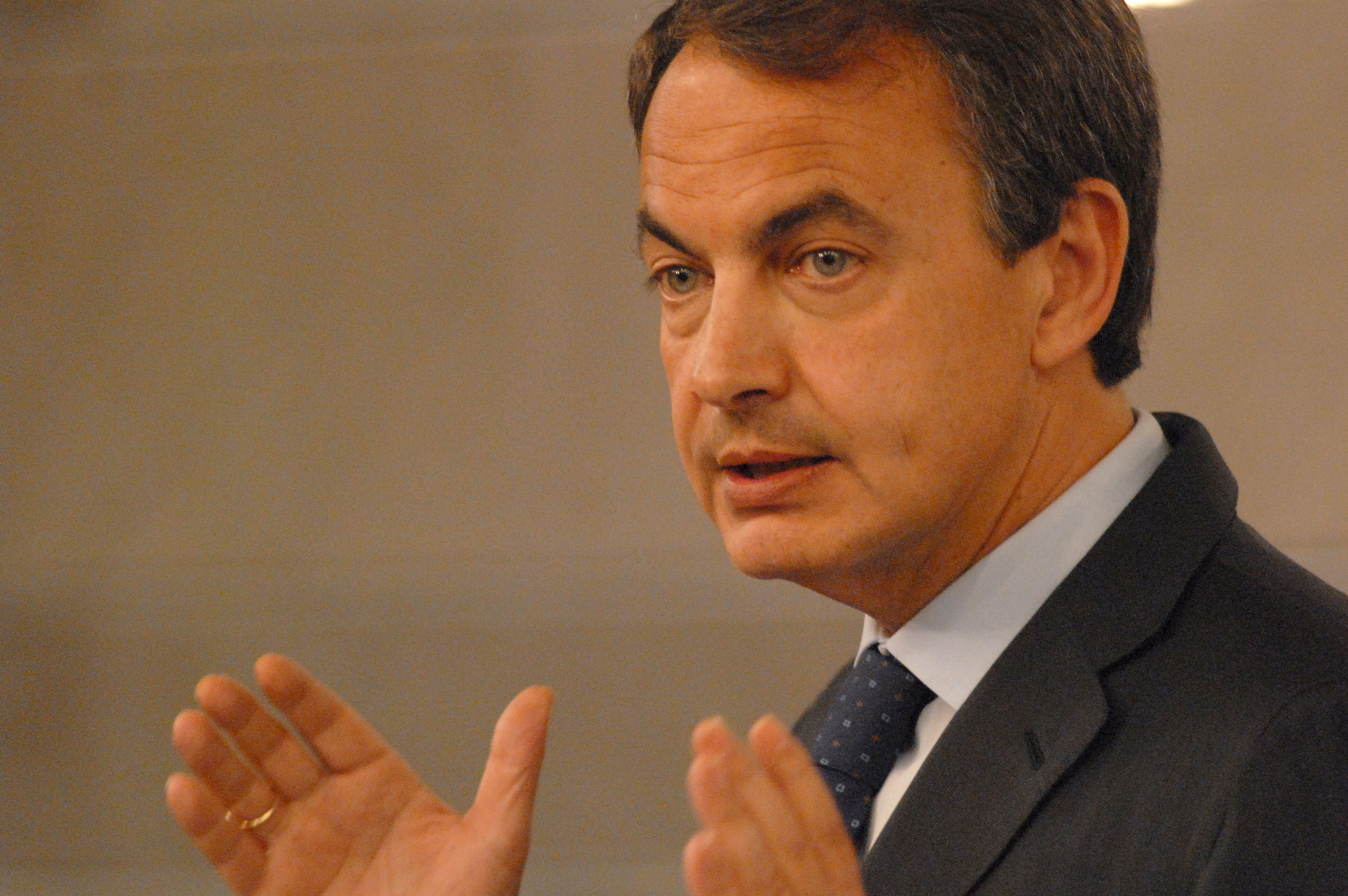
José Luis Rodríguez Zapatero, presidente del Gobierno durante la VIII legislatura.

## Educación, cultura y religión
Actualmente, España se sitúa en el puesto 26 en desarrollo educativo, por debajo de muchos de los países de la UE, según el informe "Educación para todos" elaborado por la UNESCO. El 14 de mayo de 2004 se aprueba la mejora de becas para el curso 2004-2005 en 66 millones de euros. El Gobierno aprueba también la nueva Ley Orgánica de Educación [LOE], cuyo proyecto fue contestado en varias manifestaciones con participaciones multitudinarias. También en cuanto a educación, se ha observado un incremento de la alarma social acerca de las agresiones o situaciones violentas de acoso escolar en los centros de enseñanza. A este respecto, uno de los episodios más controvertidos se produjo a raíz del suicidio por acoso homófobo de Jokin, un estudiante de 4.º de ESO del IES Talaia de Fuenterrabía el 21 de septiembre de 2004 ().
En cuanto a la religión, se ha observado un enfrentamiento entre el Gobierno y la jerarquía eclesiástica durante toda la legislatura. Como precedente, diferentes miembros del Gobierno se habían manifestado a favor de la supresión de la asignatura de Religión (católica) o la equiparación de otras religiones en la educación pública. A finales de 2004, la Conferencia Episcopal Española muestra su oposición con el gobierno en asuntos como los matrimonios entre personas del mismo sexo y la reforma educativa de la asignatura de religión. En noviembre la Conferencia Episcopal lanza una campaña, con siete millones de folletos, contra la eutanasia, y anuncia que seguirán otras sobre otros asuntos que considera de interés público. El enfrentamiento se ha mantenido en diversos frentes durante toda la legislatura, tanto el económico (en el que finalmente se llegó a un nuevo acuerdo de financiación con la Iglesia, a aplicar desde 2007) como el educativo, especialmente en lo referente a la asignatura de Educación para la Ciudadanía, o el de los derechos y libertades (especialmente en lo referente al matrimonio homosexual).
En clave socio-educativa, desde el Gobierno se ha propuesto una "recuperación de la memoria histórica", concretada en un principio en la devolución a Cataluña de los denominados "papeles de Salamanca" (documentación que permanecía en el Archivo General de la Guerra Civil) y al sindicato UGT del patrimonio incautado tras la Guerra Civil, o en la retirada de las estatuas ecuestres de Francisco Franco de las vías públicas. Finalmente y como colofón de ese proyecto se aprobó la llamada Ley de la memoria histórica (Ley 52/2007), que incluye un reconocimiento de la ilegitimidad de tribunales y jurados durante la Guerra Civil, medidas para la recuperación de los cadáveres sepultados en fosas comunes durante la guerra y la retirada de símbolos franquistas. Algunas de esas medidas han sido duramente criticadas por la oposición, principalmente por el Partido Popular, puesto que consideran a la nueva ley un regreso al "guerracivilismo" o una lectura parcial de la historia.
En el terreno deportivo, Madrid no resultó elegida como sede de los Juegos Olímpicos del 2012 a los que se había presentado como candidata. La alcaldesa en funciones de Madrid, Ana Botella, culpó de la eliminación al gobierno de José Luis Rodríguez Zapatero, ya que tras la eliminación de Nueva York en la segunda ronda, ninguno de sus votos fue a Madrid (Madrid fue eliminada en la tercera ronda por dos votos). Dichos votantes, afirma Botella, estarían molestos por las supuestas actuaciones "antiamericanas" del presidente del Gobierno (véase más abajo la sección de política exterior). El alcalde, Alberto Ruiz-Gallardón, desautorizó dicha interpretación. Meses más tarde, sin embargo, un representante del COI que participó en las votaciones reveló que Madrid resultó eliminada por un error humano de uno de los presentes.
El gobierno también prometió mayores subvenciones a la producción artística. Desde sectores próximos al Partido Popular se ha criticado que, entre otros, esto beneficie a los cineastas, muy significados en la oposición a la guerra de Irak (No a la guerra) durante la anterior legislatura.
También en clave cultural, el 8 de mayo se inauguró el Forum de las Culturas Barcelona 2004, clausurado el 26 de septiembre con unos resultados bastante discretos en cuanto a visitantes (2.6 millones) frente a las sobredimensionadas expectativas de la propia alcaldía de Barcelona (que llegaron en algún momento a los 7 millones.

## Medios de comunicación
En los primeros días tras las elecciones generales, Rodríguez Zapatero prometió una gestión independiente de Radio Televisión Española, y aunque había prometido que el director general sería nombrado por el Congreso de los Diputados, el 23 de abril el Consejo de Ministros nombró a Carmen Caffarel directora del ente público. Álex Grijelmo fue elegido presidente de la Agencia EFE. 
Se creó un "comité de sabios" para estudiar la dramática situación económica del ente público RTVE, nunca solventada por gobierno alguno, y que concluye que su enorme deuda debe ser asumida por el Estado. El 24 de junio se comunica que RTVE pasará a ser una sociedad anónima de capital público con lo que, entre otras cosas, tendrá que tener un mayor control sobre sus gastos. Se estudian también los contenidos de la televisión con el fin de proteger a la infancia de programas inapropiados. 
Se procedió al relevo de presentadores como Alfredo Urdaci (único caso conocido en España de periodista condenado judicialmente por manipulación informativa), Carlos Dávila, Fernando Sánchez Dragó, Jenaro Castro o Baltasar Magro. Regresó el humorista El Gran Wyoming, que había combatido activamente contra el PP, y cuyo programa fue rápidamente cancelado debido a la baja audiencia que tuvo. También se incorporó Julia Otero, que presenta el programa Las cerezas. Más éxito de crítica y público tuvieron nuevos programas de debate (59 segundos) y de divulgación sexual, Dos rombos. La audiencia, subió por encima de Antena 3 y Tele 5.[cita requerida]
TVE dedicó una amplia cobertura a la muerte de Juan Pablo II, lo que generó críticas en Izquierda Unida por considerarla impropia de un "estado aconfesional". Por su parte, el PP exigió el 15 de junio el cese de Lorenzo Milá, presentador de la segunda edición del Telediario de TVE 1, por sus declaraciones, no en el Telediario, en contra de las manifestaciones que el PP apoya. Tras el tratamiento informativo de las elecciones gallegas en Informe Semanal, el PP anunciaba su intención de no enviar a sus representantes políticos a 59 segundos
Desde el Gobierno se sugirió una moratoria para la Televisión Digital Terrestre y nuevas concesiones para la emisión analógica, lo que provocó la oposición del PP y de todos los medios privados (Paolo Vasile, consejero de Mediaset España y amigo de Berlusconi: "Esto es un golpe) exceptuando al Grupo Prisa. Se concedieron dos nuevas licencias para la emisión en abierto en analógico: canal Cuatro y la Sexta. Según el PP nos estaríamos alejando del pluralismo ideológico.[cita requerida]
La COPE es uno de los medios audiovisuales críticos con los Gobiernos de España y Cataluña. Por su parte, desde el Gobierno y ERC aumentaron las críticas y acciones contra la cadena crítica argumentando que desde esa emisora se propagaría el odio entre los españoles. Tanto es así que en Cataluña tras la creación del Consejo del Audiovisual de Cataluña criticada no solo por la COPE sino también por el AERC, UTECA, Telecinco, PP, CGPJ, FAPE o APM, se abrió expediente a dicha cadena. Esta actitud principalmente del ministro José Montilla así como los reajustes en la asignación de frecuencias radiofónicas en Cataluña llevaron a Luis Herrero y otros periodistas españoles a presentar ante la Unión Europea un manifiesto firmado por más de setecientas mil personas para que la institución comunitaria tomara cartas en lo que consideran una operación política "destinada a desposeer a la segunda cadena de radio más importante de España de todas sus emisoras en Cataluña". Su amplio enfrentamiento es tratado de un modo más completo en el artículo de la cadena COPE.

## Reforma de la Justicia
El Consejo General del Poder Judicial (CGPJ) y otros órganos de gobierno judicial, dominados por conservadores, nombrados durante los ocho años de gobierno del PP, venían tratando de paralizar o de frenar algunas de las reformas que el nuevo gobierno trataba de efectuar. Debido a que en el 2005 se iban a producir nuevos nombramientos de juristas y magistrados por parte del CGPJ el gobierno decidió actuar antes planteando la Reforma de la Ley Orgánica del Poder Judicial aprobada con el consenso de todos los partidos menos el PP el 1 de diciembre del 2004, que preveía la necesidad de mayores mayorías para proceder al nombramiento de jueces y magistrados. Según el gobierno, esta nueva ley trata de evitar que uno de los dos sectores (conservador o progresista) domine sobre el otro aunque goce de mayoría absoluta por lo que tal medida, según ellos, debería fomentar el consenso y los acuerdos entre sus miembros. Hasta entonces la mayoría de los nombramientos se efectuaban por mayoría absoluta excepto los del Tribunal Constitucional que se ordenaban con una mayoría de tres quintos. Con la nueva ley no solo estos últimos serán elegidos por los tres quintos sino que también lo serán los Presidentes de Sala y Magistrados del Tribunal Supremo así como los Presidentes de los Tribunales Superiores de Justicia. La medida fue duramente criticada por el PP aduciendo que pretendían hacerse con el control de la Justicia, a lo que el Gobierno replicó que pretendían acabar con el dominio conservador que según ellos se habría promovido durante la etapa del PP.

## Reforma de los Estatutos de Autonomía
Aunque previamente el denominado Plan Ibarretxe ya inició el debate sobre el modelo territorial del Estado, es con el inicio del proceso de reforma del Estatuto de Autonomía de Cataluña en su Parlamento cuando se intensifica el debate. La Comunidad Valenciana fue la primera en presentar una reforma de su estatuto de autonomía al Congreso de los Diputados. En Baleares, Andalucía y Galicia los principales partidos políticos han iniciado conversaciones para reformar también sus respectivos estatutos de autonomía.
No obstante, en el seno del PP y del PSOE se muestran públicamente sus discrepancias internas con las reformas de los estatutos en los que participan sus partidos. Así, por ejemplo, sobre la propuesta de reforma del estatuto de Autonomía de la Comunidad Valenciana. 
El 2 de noviembre de 2005 el Estatuto Catalán es admitido a trámite en el Parlamento Español tras más de doce horas de debate con el único rechazo del Partido Popular, quien ese mismo día presentó el recurso de inconstitucionalidad en el Tribunal Constitucional. El texto, defendido por el tripartito catalán (PSC, ERC y ICV) y el gobierno de Zapatero, se sometió a la Comisión Constitucional del Congreso y fue modificado. Finalmente se aprobó con los votos del 54% del congreso y el 48% del senado, con el voto contrario de ERC en el congreso y la abstención en el senado. La oposición al estatuto por parte del PP se basa en su opinión de que es lesivo para los intereses de los catalanes y el resto de españoles, insolidario, rupturista e inconstitucional. Para ERC el estatuto es insuficiente, aunque inicialmente se inclinaron por el voto nulo, haciendo caso de sus bases solicitan a los catalanes el voto negativo en el referéndum. Afirman que las modificaciones introducidas tras el pacto Mas-Zapatero han dejado el texto totalmente "descafeinado" y que se pierde una oportunidad de conseguir algo mucho mejor para Cataluña.
En enero de 2006 el Consejo de Estado, a petición del gobierno, elaboró un informe respecto del Estatuto aprobado por el Parlamento catalán. Las conclusiones fueron terminantemente contrarias al mismo.
El 25 de abril de 2006, el presidente del Partido Popular, Mariano Rajoy presentó en el Congreso de los Diputados más de 4 millones de firmas para que el gobierno someta a referéndum la pregunta: "¿Considera conveniente que España siga siendo una única Nación en la que todos sus ciudadanos sean iguales en derechos, obligaciones, así como en el acceso a las prestaciones públicas?" por la definición de Nación del Estatuto Catalán y por considerar que establece "distinciones entre ciudadanos".
El Pleno del Congreso aprobó el 24 de mayo la toma en consideración del proyecto de reforma del estatuto de Andalucía con el 57% de los votos y la única oposición del Partido Popular.
El 18 de junio de 2006 el Estatuto Catalán fue definitivamente aprobado en referéndum con el 73,9% de los votos, frente a un 20,7% de votos negativos, con una participación del 49,42%.

## Encuestas y popularidad
- En las elecciones, el PSOE consiguió el 42,64% de los votos y 164 escaños, frente al PP que consiguió el 37,64% de los votos y 148 escaños.
- 22/27 de abril de 2004: Encuesta del Centro de Investigaciones Sociológicas (CIS). Los resultados se publican el 14 de mayo. Según esta encuesta, la ventaja del PSOE sube a 10,4 puntos (45,8% frente a 35,4%), y un 52,5% de los españoles aprueba la gestión de Zapatero.[22]
- En las elecciones al Parlamento Europeo celebradas el 13 de junio de 2004 participan, entre otros, los candidatos José Borrell (PSOE, en el PSE) y Jaime Mayor Oreja (PP, en el PPE). El PSOE consigue un 43,30% de los sufragios, dos puntos más que el PP (41,30%). La participación (45,94%) es la más baja de la historia reciente de España. El CIS pronosticaba una participación treinta puntos superior (76,6%).
- Según la encuesta del CIS de julio de 2004, el PSOE obtendría el 44% de los votos contra el 36,8% del PP. Los otros partidos obtendrían el 5% (IU), 2,8% (CiU), 2,6% (ERC) y 1,5% (PNV).[23]
- Según la encuesta del CIS de octubre de 2004, el PSOE obtendría el 42,1% de los votos contra el 36,1% del PP. Los otros partidos obtendrían el 5,5% (IU), 3,3% (CiU) y 2% (ERC). También se votaría a favor de la Constitución Europea, con un 44,6% de votos a favor, 4% en contra, 13,6 de abstenciones y 5,2% de votos en blanco.[24]
- La Constitución Europea se aprueba finalmente en referéndum con un 76,2% de votos favorables, un 17,25% de votos en contra y un 6,03% en blanco. La participación, con un 42,33%, es más baja aún que la de las elecciones al Parlamento Europeo, constatando así la baja percepción de la importancia de Europa para el español medio.
- En octubre del 2005, un sondeo para El País reducía a dos puntos la ventaja del PSOE sobre el PP, mientras que el publicado en El Mundo señalaba que los populares superaban a los socialistas en intención de voto.[25] A raíz de estos resultados, el PSOE inició el 9 de diciembre una campaña de 45 actos en 7 días (9, 10, 11, 15, 16, 17 y 18) para intentar «volver a situar la atención política y ciudadana en la gestión real del Gobierno», según destacaba ABC. La oposición también consideró parte de la misma campaña el resurgir de los temas del Desastre del Prestige y la participación española en la guerra de Irak de mano de IU.
- En marzo del 2006, un sondeo para la cadena SER aumentó a cinco puntos la ventaja del PSOE sobre el PP. Tras el anuncio de alto el fuego permanente por parte de ETA, la ventaja del PSOE sobre el PP creció hasta nueve puntos, en otro sondeo realizado para la misma cadena de radio. A 23 de marzo de 2006, el PSOE estaría en condiciones de obtener la mayoría absoluta en unas elecciones generales.
- En diciembre de 2006, PSOE y PP se mantienen en un empate técnico.
- El 19 de enero de 2007, un nuevo sondeo para la cadena SER situó la ventaja del PSOE sobre el PP en seis puntos. Dos días después, un sondeo para el diario La Vanguardia amplió la ventaja socialista hasta 7,2 puntos.
- El 30 de mayo de 2007 se publicó el barómetro del CIS correspondiente al mes de abril, según el cual el PSOE aumentó su ventaja sobre el PP desde 1,2 hasta 3 puntos. Dos días después, el 1 de junio de 2007, se hizo público el primer sondeo realizado tras las elecciones municipales del domingo anterior: se trata del Pulsómetro del Instituto Opina para la cadena SER, realizado el día 30 de mayo de 2007, y cuyo resultado registró una ventaja de seis puntos a favor del PSOE, uno más que antes de las municipales.